# Neotima peterseni
Neotima peterseni är en nässeldjursart som beskrevs av Bouillon 1984. Neotima peterseni ingår i släktet Neotima och familjen Eirenidae. Inga underarter finns listade i Catalogue of Life.